# Миритиницкая волость

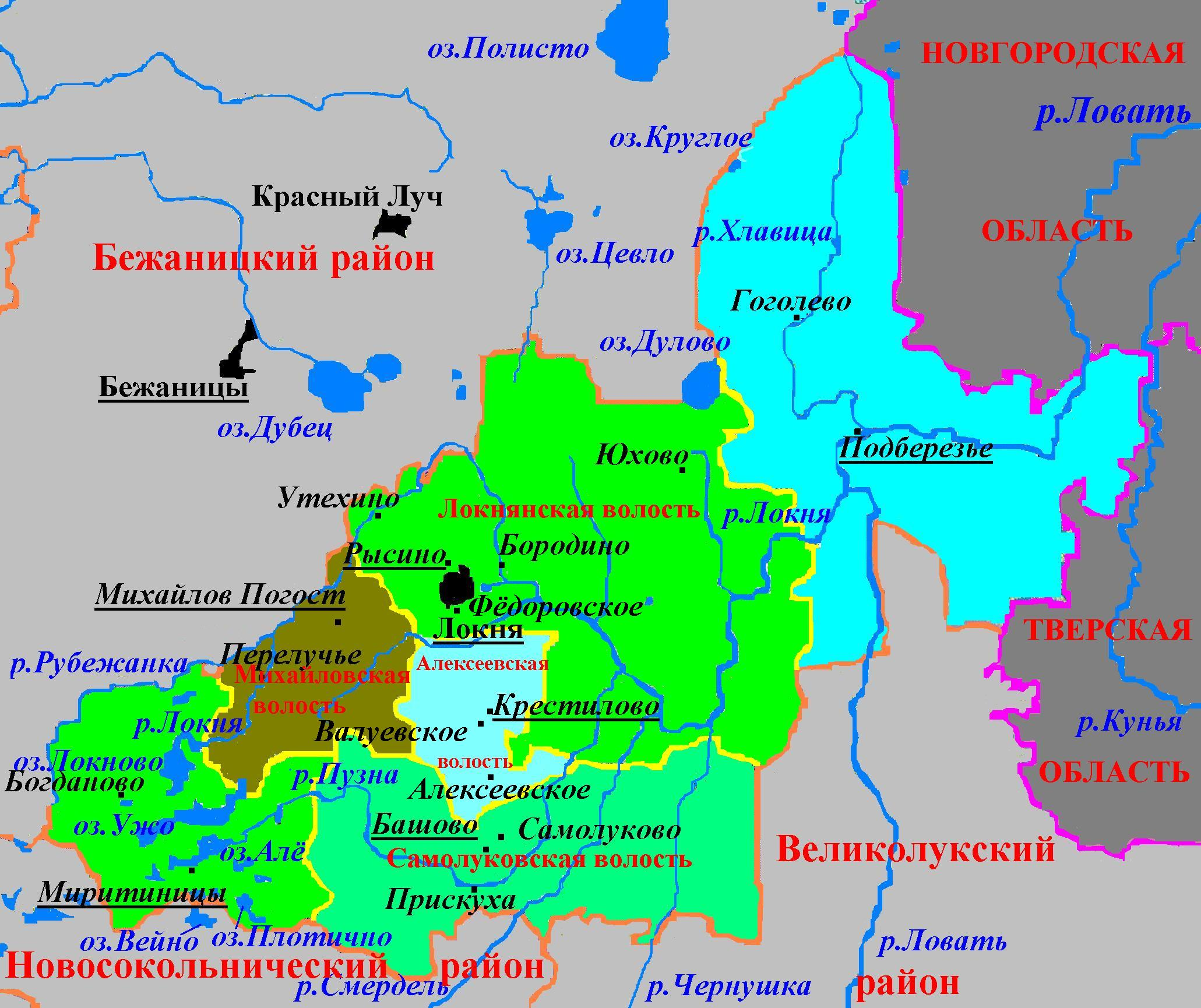
Административное деление Локнянского района в 2005—2015 гг.

Миритиницкая волость — упразднённые административно-территориальная единица 3-го уровня и муниципальное образование со статусом сельского поселения в Локнянском районе Псковской области России.
Административный центр — деревня Миритиницы.

## География
Территория волости граничила на востоке с Михайловской и Самолуковской волостями Локнянского района, на западе и севере — с Бежаницким районом, на юге — с Новосокольническим районом.
На территории волости расположены озёра: Ужо (7,5 км², глубиной до 10,2 м), Локново или Локновато (6,2 км², глубиной до 18 м), Алё или Миритиницкое (4,8 км², глубиной до 9,0 м), Плотично или Теланово или Аложично (1,2 км², глубиной до 18,3 м),  Городно или Лебедино (1,1 км², глубиной до 12,5 м), Волчье (0,9 км², глубиной до 10 м), Богдановское или Горбовское (0,75 км², глубиной до 6,7 м), Островно (0,7 км², глубиной до 12,2 м) и др.

## Население
| 2002 | 2010 | 2012 | 2013 | 2014 | 2015 |
| ---- | ---- | ---- | ---- | ---- | ---- |
| 921  | ↘608 | ↘585 | ↘549 | ↘529 | ↘503 |

## Населённые пункты
В состав Миритиницкой волости с января 2006 до апреля 2015 года входила 51 деревня: Аборино, Алексеево, Алексино, Альфимово, Анциферово, Артёмкино, Байлово, Богданово, Бошарево, Васьково, Ваулино, Вознесенское, Волково, Демидово, Доронцово, Жарки, Железово, Журково, Заход, Зверинец, Иванихино, Иванцево, Исаково, Калиткино, Каменка, Киниково, Кононово, Кривцы, Лёвково, Левково, Лежакино, Лобки, Мартьяново, Миритиницы, Машутино, Молофеево, Овинчище, Осташкино, Понюшино, Пузево, Родионково, Рыкайлово, Садиба, Сатанино, Сахново, Свелебино, Светлово, Свинухово, Федорково, Фильково, Яхново.

## История
Постановлением Псковского областного Собрания депутатов от 26 января 1995 года все сельсоветы в Псковской области были переименованы в волости, в том числе Миритиницкий сельсовет был превращён в Миритиницкую волость.
Законом Псковской области от 28 февраля 2005 года в границах волости было также создано муниципальное образование Миритиницкая волость со статусом сельского поселения с 1 января 2006 года в составе муниципального образования Локнянский район со статусом муниципального района.
Законом Псковской области от 30 марта 2015 года Миритиницкая волость была упразднена, а её территория 11 апреля 2015 года включена в состав Михайловской волости.